# 에어로폴리스 2001
에어로폴리스 2001(일본어: エアロポリス2001)은 일본 도쿄만에 마천루를 건설하는 오바야시구미의 구상이다. 
높이는 2,001m로, 시카고 윌리스 타워의 4배가 넘는 거대 구상이다.
에어로폴리스 2001 구상은 1989년에 당시의 여러 거대 건설 구상을 따라 제안되었다. 
이 구상들은 일본의 거품 경제 당시인 1990년대 초반까지의 기간에 제안되었다. 
오바야시구미는 1995년 당시 높이 2,079m의 건설 구상을 추진하고 있었다.
오바야시구미는 에어로폴리스 2001과 함께, 2050년까지 월면 도시를 건설한다는 구상도 제안했다.
1995년 이후 구상에 대해 보도된 바는 거의 없다.

## 구상
에어로폴리스 2001은 500층 높이로 30만 명의 노동자하고 14만 명의 입주민을 수용하게 된다. 
건물은 복합용도로, 식당가, 오피스, 아파트, 영화관, 학교, 병원, 우체국 등 도시의 모든 기반시설이 들어서게 되며, 건물의 연면적은 11제곱킬로미터에 달한다.
300명이 탑승할 수 있는 셔틀 엘리베이터는 최하층부터 최상층까지 15분에 도달하며, 40층마다 멈춘다. 
에어로폴리스 2001 구상은 지속 가능성과 공기조화를 완전히 갖추게 된다.

## 같이 보기
- 밀레니엄 타워